# Katarzyna Bawarska
Katarzyna Bawarska (ur. 1360 zapewne w Hadze; zm. 1402) – najstarsza córka Albrecht I Bawarskiego i Małgorzaty, córki Ludwika I, księcia brzeskiego.

## Życiorys
W 1379 poślubiła młodszego od siebie o ok. 3 lata Wilhelma, księcia Geldrii i Jülich. Małżeństwo było bezdzietne. Katarzyna posiadała Order Podwiązki. Została wraz z mężem pochowana w Monkhusen.